# Dicranomyia fuscinota
Dicranomyia fuscinota là một loài ruồi trong họ Limoniidae. Chúng phân bố ở miền Cổ bắc.